# Port lotniczy Nuuk
Port lotniczy Nuuk (gren.: Mittarfik Nuuk, duń.: Nuuk lufthavn, kod IATA: GOH, kod ICAO: BGGH) – lotnisko na Grenlandii. Obsługuje stolicę wyspy, od której oddalone jest o 4 km na północny wschód. Port zamknięty jest w niedziele.
Port posiada jeden asfaltowy pas startowy o długości 2200 m wyposażony w DME. Air Greenland wykonuje loty za pomocą de Havilland Canada Dash 7 i Sikorsky SH-3 Sea King.
Lotnisko zostało skonstruowane tak, aby służyć największemu miastu na Grenlandii, jednak ze względu na ograniczenia miejsca, w górzystym terenie i problemami z pogodą, nie jest w stanie obsługiwać dużych samolotów pasażerskich. Rozbudowa lotniska nie jest akceptowalna również ze względu na podejście w stosunku do obszaru zurbanizowanego z odległych dzielnic Nuuk, choć problem nadal jest przedmiotem wewnętrznej debaty na Grenlandii.

## Historia

### Era wodolotów
Na początku lat 60., po ustanowieniu Air Greenland 7 listopada 1960 jako Greenlandair, Nuuk był wyłącznie obsługiwany przez wodoloty Consolidated PBY Catalina, korzystające z dróg wodnych portu Nuuk jako miejsca lądowania. W 1962 roku Catalina PBY rozbił się w pobliżu portu; zginęło 15 osób będących na pokładzie.

### Era helikopterów
Tragedia była jednym z czynników prowadzących do podjęcia decyzji o inwestowaniu w zakup floty helikopterów. Maszyny Sikorsky S-61, które są nadal w użyciu w 2010 roku, okazały się bardziej niezawodnym środkiem transportu dla miasta i oferowały usługi wyłącznie dla miasta Nuuk od daty zakupu w 1965 r. do końca lat 70.
Nawet w późniejszych czasach stałopłatów, dominacji samolotów turbośmigłowych, helikoptery S-61N kontynuowały wykonywanie połączeń z Nuuk do mniejszej miejscowości Paamiut, aż do wybudowania lotniska w 2007 roku, zastępującego stare lądowisko dla helikopterów.

### Sieć regionalna lotniska
Port lotniczy Nuuk został zbudowany w 1979, kiedy to nowo utworzony rząd Autonomii postanowił stworzyć sieć lotnisk STOL. Lotnisko w największym mieście na Grenlandii było priorytetem rządu, a następnie lotniska w Kulusuk w południowo-wschodniej Grenlandii i Ilulissat, największym mieście w rejonie Zatoki Disko, w zachodniej Grenlandii. Była to pierwsza taka fala ekspansji sieci.

### Rozbudowa sieci
Dopiero w latach 90. sieć odnotowała kolejny spektakularny wzrost na dużą skalę, kiedy powstały lotniska w pozostałych większych miastach: Sisimiut i Maniitsoq, w środkowo-zachodniej Grenlandii, Aasiaat, w rejonie Zatoki Disko, Upernavik w północno-zachodniej Grenlandii, i Qaarsut, osada w Uummannaq Fjord, port lotniczy obsługujący zarówno wsie i większe miasta z Uummannaq, położone na skalistej wyspie Uummannaq.

### Lata 2000
Pierwsze międzynarodowe loty z lotniska Nuuk miały miejsce do Iqaluit w Nunavut, w Kanadzie. To połączenie zostało zamknięte 13 lat później, a loty międzynarodowe na Grenlandię były ograniczone do lotniska Kangerlussuaq w centrum zachodniej Grenlandii, 319 km na północ od Nuuk, lotniska odziedziczonego po US Air Force, dawniej Sondrestrom Air Base, które zostało przekazane ówczesnemu rządowi Home Rule 30 września 1992.
W przeciwieństwie do lotniska Nuuk, lotnisko w Kangerlussuaq może obsługiwać duże samoloty pasażerskie i pozostaje centrum lotniczym Air Greenland, narodowego przewoźnika Grenlandii. Linia jest w opozycji do przeniesienia jej centrum, powołując się na koszty takiego rozwiązania i konsekwentnie korzystne warunki pogodowe w Kangerlussuaq, położone w głębi lądu, około 30 km od krawędzi pokrywy lodowej na Grenlandii (Kalaallisut: Sermersuaq). Linie lotnicze twierdzą, że infrastruktura w Kangerlussuaq jest dobra, a widoczność nie jest utrudniona przez nadbrzeżne mgły, burze, ciężkie opady śniegu i częste turbulencje w szczególności.
Te dobrze uzasadnione argumenty na rzecz zachowania status quo, stanową problem dla Grenlandii, która nadzoruje rozwój sieci lotnisk przez Mittarfeqarfiit, organ administracji portu lotniczego. Więcej niż jedna czwarta ludności Grenlandii mieszka w Nuuk, większość najważniejszych instytucji w kraju znajduje się w tym mieście, a konieczność przesiadki w Kangerlussuaq jest kosztowna i czasochłonna dla pasażerów.
Lotniska z obsługą ograniczoną do małych samolotów, mają nadal ograniczone możliwości połączeń międzynarodowych. Wznowienie połączenia do Iqaluit zostało uznane przez Air Greenland pod koniec 2009, jednak później została przesunięte do co najmniej 2011. W celu konkurowania z Air Iceland, które obsługuje loty do Nuuk, Narsarsuaq, Ilulissat i wszystkich lotnisk we wschodnim wybrzeżu, Air Greenland ogłosiło otwarcie nowego połączenia z Islandią, łączącego Nuuk i Narsarsuaq z Keflavík, później ograniczene do Nuuk. W 2010 roku trasa będzie działać w maju-czerwcu i wrześniu, z możliwością przedłużenia do pełnego sezonu w 2011.

Stary terminal zburzony w 2024

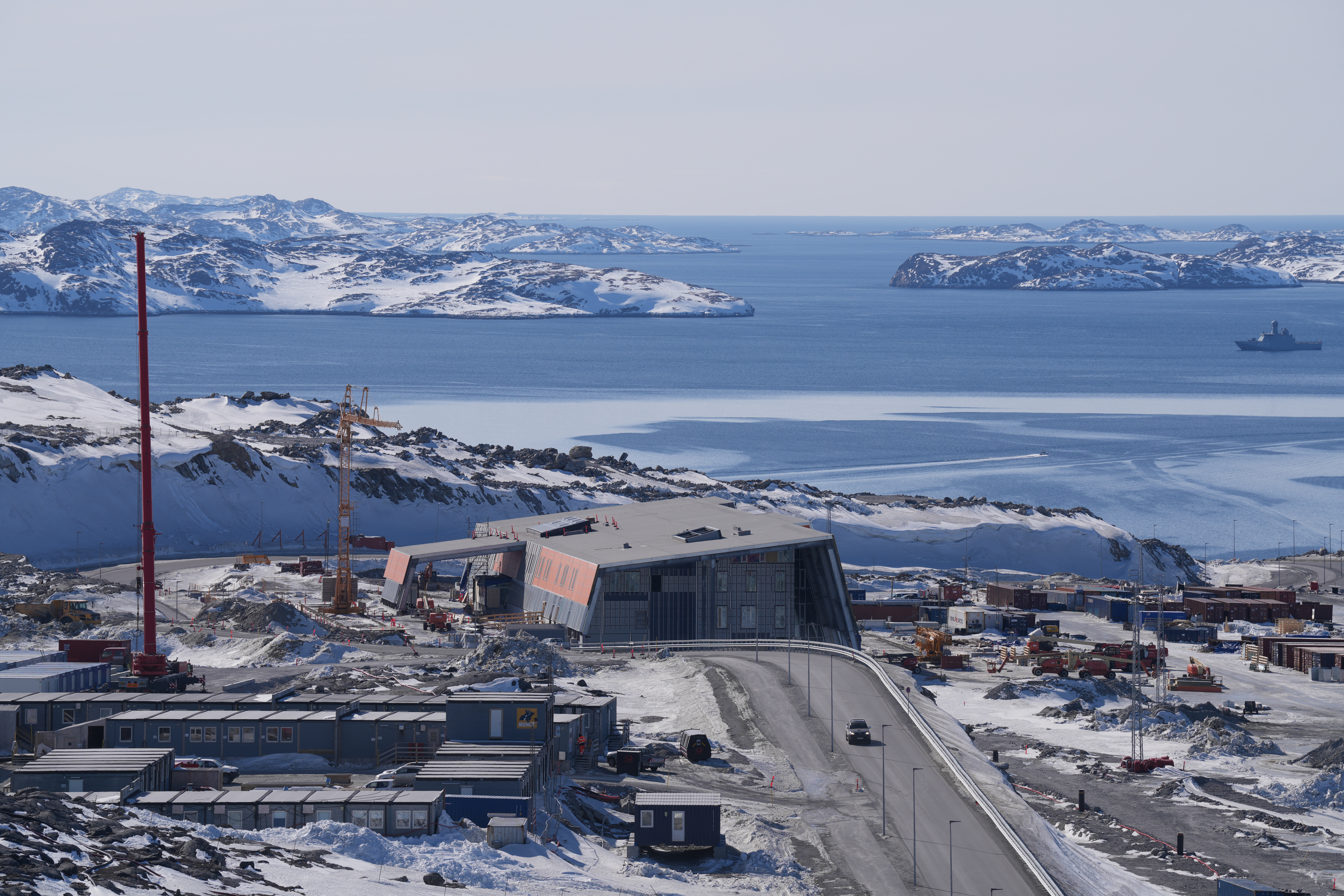
Nowy terminal w trakcie budowy w 2023

W porcie lotniczym Nuuk znajduje się także Beechcraft King Air B200 „Amaalik”, używane do lotów pogotowia lotniczego i kart okolicznościowych. Lotnisko jest także wykorzystywane do różnych lotów czarterowych, takich jak airlifts na szczyt Sermitsiaq (1210 m n.p.m.), symbolu Nuuk, znajdujących się na wyspie Sermitsiaq na północ od lotniska.

### Rozbudowa lotniska
Od 2019 na lotnisku trwały prace modernizacyjne, mające na celu powiększyć port lotniczy i umożliwić jego obsługę przez większe samoloty. Otwarcie nowego terminala, wraz z przedłużoną do 2 200 metrów drogą startową nastąpiło 28 listopada 2024. W tym samym miesiącu Air Greenland przeniósł tu swój hub z portu lotniczego Kangerlussuaq, zaś SAS i United Airlines zapowiedziały uruchomienie od sezonu letniego 2025 nowych połączeń ze swoich hubów w Kopenhadze i Nowym Jorku.

## Linie lotnicze i połączenia
| Linia Lotnicza  | Kierunek |
| --------------- | --- |
| Air Greenland   | 1. Aasiaat 2. Ilulissat 3. Kangerlussuaq 4. Kopenhaga 5. Kulusuk 6. Maniitsoq 7. Narsarsuaq 8. Paamiut 9. Reykjavik-Keflavík 10. Sisimiut Sezonowo: 1. Aalbord (od 12 czerwca 2025) 2. Billund (od 18 marca 2025) |
| Icelandair      | 1. Reykjavík |
| SAS             | Sezonowo: 1. Kopenhaga (od 27 czerwca 2025) |
| United Airlines | Sezonowo: 1. Newark (od 14 lipca 2025) |

## Udogodnienia
Port lotniczy Nuuk ma terminal pasażerski i terminal cargo dla Air Greenland. Służy jako zaplecze techniczne dla Air Greenland. Lotnisko jest wyposażone w urządzenia Distance Measuring Equipment.

### Terminal

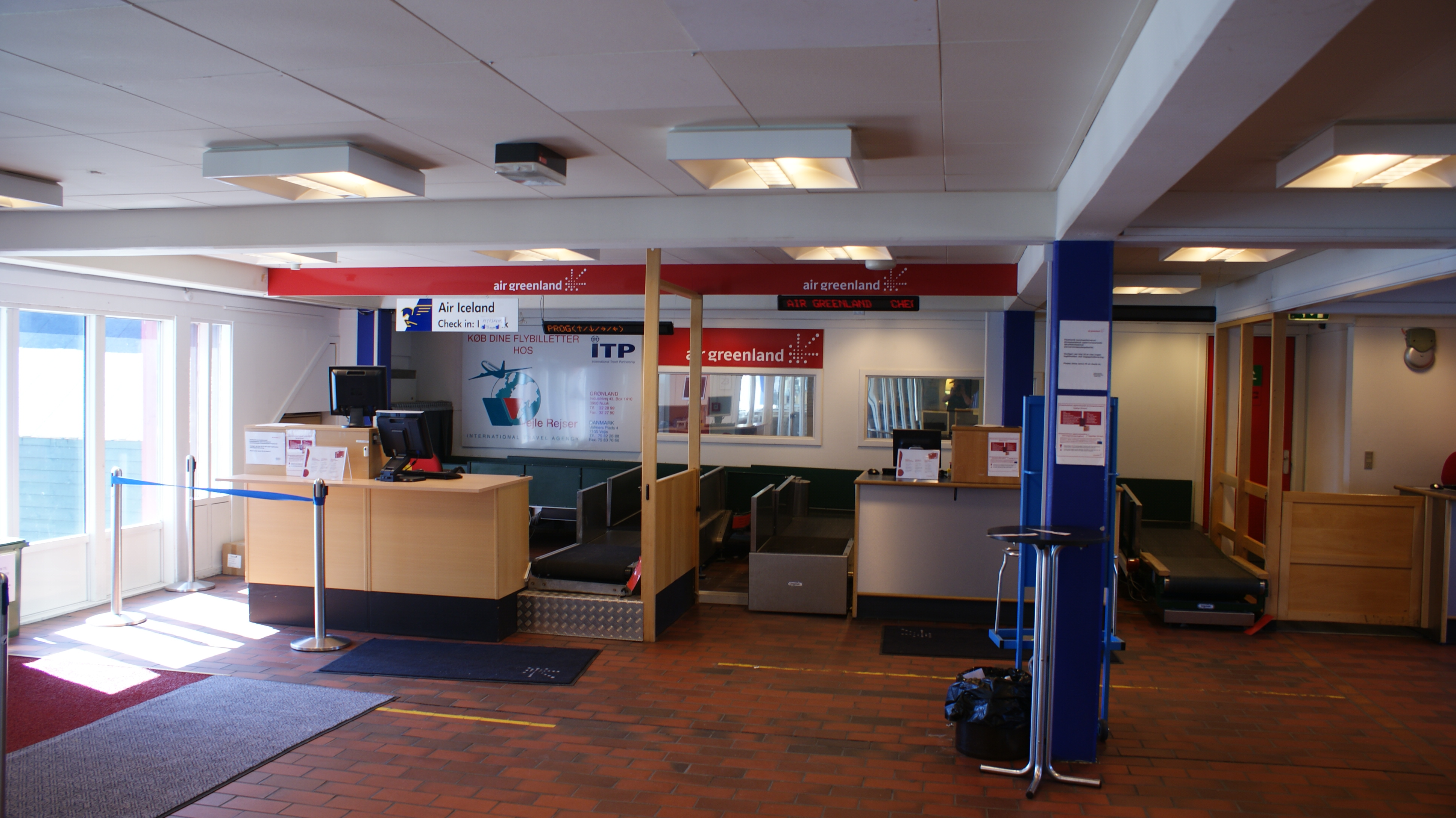
Strefa odprawy w terminalu

Istnieją trzy bramki w terminalu, znajdujące się w tym samym obszarze, tak jak strefa odprawy i poczekalnia, nieograniczonego dostępu. Przenośnik taśmowy bagażu jest zainstalowany w oddzielnej części terminalu. Lotnisko jest zamknięte w niedziele.

### Transport
Linia 3 Nuup Bussii łączy lotnisko z centrum Nuuk, przechodząc przez dzielnice Nuussuaq i Quassussuup Tungaa po drodze. Autobusy odjeżdżają z lotniska co godzinę w godzinach szczytu pon.-piąt. Taxi obsługiwane przez Taxa Nuna są również dostępne. Parking ograniczonego czasu dla samochodów osobowych jest dostępny na zewnątrz terminalu.